# Bob Snoijink
Bob Snoijink (1946) is een Nederlandse auteur, vertaler en journalist.

## Biografie
Snoijink begon zijn loopbaan in 1966 als leerling-journalist bij het toenmalige dagblad De Tijd en schreef vanaf 1969 drie jaar als stafredacteur voor het weekblad Panorama. Daarna werkte hij als vertaler en zelfstandig journalist voor tijdschriften als Libelle, Viva, Margriet, Kinderen, Man, Onkruid en Panorama. 
In 1974/75 maakte hij met vrouw en hond een overlandreis van een jaar in een camper naar India en terug. Hij reisde dat hele land rond, ontwikkelde een haatliefdeverhouding met het subcontinent en keerde nog diverse malen terug; in 1978 om twee jaar als swami Premgeet te werken in de ashram van Bhagwan Shri Rajneesh, de latere Osho en tot besluit een voettocht van zes weken door Ladakh te maken.
Bekende boeken van hem zijn Een Jaar op een Onbewoond Eiland over een overlevingsverblijf op het eilandje Mbekana in het uiterste noordoosten van de Fiji-archipel in opdracht van Panorama, en Yolanda, Mijn Verhaal, over de Eper incestzaak die in Nederland begin jaren negentig van de 20e eeuw speelde. Van Een Jaar op een Onbewoond Eiland verscheen een Duitse vertaling en van Yolanda een Franse, Deense en Zweedse.
De bekendste van zijn meer dan honderd vertalingen zijn die van Robert Ludlum, Robert Goddard en Lee Child. Daarnaast heeft hij zich gespecialiseerd in de vertaling van spirituele boeken, zoals van Bhagwan Sri Rajneesh. Hij werkte mee aan de totstandkoming van Terug van Nooit Weggeweest, een interpretatie van Advaita Vedanta-leraar Jan van Delden van de avonturen van Odysseus op basis van de Indiase leer van het non-dualisme.
Snoijink woont en werkt in Drenthe

## Boeken
- Een Jaar op een Onbewoond Eiland
- Yolanda - Mijn Verhaal
- Littekens in Mijn Hart
- Gildas - Boodschappen voor het Dagelijks Leven

## Vertaalde werken (selectie)
- George D. Shuman - 18 seconden
- Lee Child - Tegendraads
- Robert Ludlum - Het Janson Dilemma
- Ludlum & Linds - De Armageddon Machine
- Lee Child - Spervuur